# 拉斯阿諾德
拉斯阿諾德位於索馬里西北，是蘇爾州的首府，目前由索马里SSC-卡图莫州实际控制。歷史上曾為德爾維希國一部分，直至1921年併入英属索马里兰。該地處於索馬里和歐加登之間的戰略性位置，四周被高山包圍，充裕的食水資源使其成為非洲之角乾旱地區、吉布提和埃塞俄比亞居民的移居目的地。

## 歷史
1969年10月15日，索馬里總統在城內被其保鑣暗殺身亡。
1991年，索馬里蘭宣佈脫離索馬里獨立，領土包括拉斯阿諾德在內的蘇爾州。2002年，居民接受由內戰剛結束的邦特蘭接管統治，但蘇爾州延遲發展基建使部分居民協助索馬里蘭在2007年10月重掌政權，約20,000平民因此而離開。2007年，拉斯阿諾德慶祝建城150周年。
2023年，索马里SSC-卡图莫州恢復了對蘇爾州的控制，並將索馬利蘭軍隊驅逐到拉斯阿諾德以西100公里外。

## 人口
拉斯阿諾德是索馬里蘭和邦特蘭爭議地區的一個大城市，人口從1990年的20,000急增至2003年的250,000，絕大部分人來自與邦特蘭有密切關係的氏族。1991年以前，拉斯阿諾德只是一個市鎮，現在前往城市鄰近的10個地區須乘坐公共交通工具。

## 教育
拉斯阿諾德有一間大學和數間公立和私立學校。努加爾大學在2004年9月開校，是區內第一間高等學府，2009年有60名學生，其中20名在2009年9月畢業，成為蘇爾州第一批大學畢業的學生。

## 經濟
拉斯阿諾德以畜牧業和通訊業為主，城郊飼養大量家畜，而手提電話服務佔政府稅收接近四成。

## 宗教
居民信奉伊斯蘭教，城內有約56間清真寺培訓穆斯林學者。